# Oddvar Vargset
Oddvar Vargset (ur. 6 października 1925 w Narwiku, zm. 23 listopada 1997 w Ski) – norweski zapaśnik walczący w stylu klasycznym. Olimpijczyk z Melbourne 1956, gdzie odpadł w eliminacjach w wadze półśredniej do 73 kg.
Zajął czwarte miejsce na mistrzostwach świata w 1955 roku.

## Letnie Igrzyska Olimpijskie 1956
| Konkurencja                     | Walki                | Klas. końcowa  |
| Konkurencja                     | Pierwsza runda       | Miejsce        |
| ------------------------------- | -------------------- | -------------- |
| styl klasyczny, waga półśrednia | Mitko Petkow (BUL) P | pierwsza runda |